# Pachypodium decaryi
Pachypodium decaryi là một loài thực vật có hoa trong họ La bố ma. Loài này được Poiss. mô tả khoa học đầu tiên năm 1917.